# Comuna Lihula
Lihula este o comună (vald) din Comitatul Lääne, Estonia.

Comuna cuprinde orașul omonim care are statut de reședință și un număr de 25 de sate.

## Localități componente

### Sate
- Alaküla
- Hälvati
- Järise
- Kelu
- Kirbla
- Kirikuküla
- Kloostri
- Kunila
- Lautna
- Matsalu
- Meelva
- Metsküla
- Pagasi
- Parivere
- Penijõe
- Petaaluse
- Poanse
- Rumba
- Saastna
- Seira
- Tuhu
- Tuudi
- Vagivere
- Valuste
- Võhma